# 1990 في الأرجنتين
فيما يلي قوائم الأحداث التي وقعت خلال عام 1990 في الأرجنتين.

## رياضة
- 1 يناير – الأرجنتين في كأس العالم 1990
- 1 يناير – بطولة كأس العالم لكرة السلة 1990
- 8 يوليو – نهائي كأس العالم 1990

## مواليد

### يناير
- 1 يناير – خوان سانشيز لاعب كرة قدم أرجنتيني.
- 2 يناير – ألبيرتو ميليان ملاكم أرجنتيني.
- 4 يناير – ماورو ألبرتنغو لاعب كرة قدم أرجنتيني.
- 12 يناير – إغناثيو فرنانديز لاعب كرة قدم أوروغواياني.
- 13 يناير – رافاييل ديلغادو لاعب كرة قدم أرجنتيني.
- 16 يناير – فيرناندو فوريستيري لاعب كرة قدم أرجنتيني.
- 17 يناير – ماتياس كونتي لاعب كرة قدم أرجنتيني.
- 18 يناير – ماركوس فيغوروا لاعب كرة قدم أرجنتيني.
- 19 يناير – تاتيانا بوا لاعبة كرة مضرب أرجنتينية.
- 19 يناير – فيرناندو لونا لاعب كرة قدم أرجنتيني.
- 24 يناير – نيكولاس سيلفا لاعب كرة قدم أرجنتيني.
- 31 يناير – روبن بوتا لاعب كرة قدم أرجنتيني.
- 31 يناير – غاستون أماديو روسي لاعب كرة قدم أرجنتيني.
- 31 يناير – نيكولاس لابروفيتولا لاعب كرة سلة أرجنتيني.

### فبراير
- 2 فبراير – كلارا ألونسو ممثلة أرجنتينية.
- 9 فبراير – جوامبي ستينا لاعب كرة سلة أرجنتيني.
- 18 فبراير – غوستافو بو لاعب كرة قدم أرجنتيني.
- 19 فبراير – لوكاس رويز دياز لاعب كرة قدم أرجنتيني.
- 21 فبراير – فريدريكو فالكوني لاعب كرة قدم أرجنتيني.
- 27 فبراير – سانتياغو زوربيغان لاعب كرة قدم أرجنتيني.
- 27 فبراير – فاكوندو باغنيس لاعب كرة مضرب أرجنتيني.

### مارس
- 1 مارس – غونزالو دياز لاعب كرة قدم أرجنتيني.
- 4 مارس – ماكسيميليانو أوليفا لاعب كرة قدم أرجنتيني.
- 7 مارس – فاكوندو سانشيز لاعب كرة قدم أرجنتيني.
- 10 مارس – كريستيان برناردي لاعب كرة قدم أرجنتيني.
- 14 مارس – لوسيانا ميندوزا لاعبة كرة يد أرجنتينية.
- 17 مارس – فابريسيو أورتيز لاعب كرة قدم أرجنتيني.
- 20 مارس – ماركوس روخو لاعب كرة قدم أرجنتيني.
- 21 مارس – فرناندو ميزا لاعب كرة قدم أرجنتيني.
- 21 مارس – لويس أوخيدا لاعب كرة قدم أرجنتيني.
- 27 مارس – لياندرو شيشيزولا لاعب كرة قدم أرجنتيني.
- 29 أبريل – مارسيلو فيرون لاعب كرة قدم.
- 30 مارس – فابريسيو فونتانيني لاعب كرة قدم أرجنتيني.

### أبريل
- 2 أبريل – إيمانويل أوليفيرا لاعب كرة قدم أرجنتيني.
- 3 أبريل – غونزالو سوتو لاعب كرة قدم أرجنتيني.
- 5 أبريل – ألبيرتو بالميتا
- 18 أبريل – لوتشيانو بونس لاعب كرة قدم أرجنتيني.
- 19 أبريل – مانويل فيسينتيني لاعب كرة قدم أرجنتيني.
- 21 أبريل – ماورو أغيري لاعب كرة قدم أرجنتيني.
- 24 أبريل – بريان سارمينتو لاعب كرة قدم أرجنتيني.
- 29 أبريل – مارسيلو فيرون لاعب كرة قدم.

### مايو
- 1 مايو – فيرناندو جودوي لاعب كرة قدم أرجنتيني.
- 2 مايو – هيرنان سالازار لاعب كرة قدم أرجنتيني.
- 3 مايو – أوسكار أورتيغا لاعب كرة قدم أرجنتيني.
- 3 مايو – رودريغو ايراموسبي لاعب كرة قدم أرجنتيني.
- 17 مايو – غويدو بيلا لاعب كرة مضرب أرجنتيني.
- 18 مايو – فيديريكو لاورريتو لاعب كرة قدم أرجنتيني.
- 28 مايو – ميلتون أكسل مولر لاعب كرة قدم أرجنتيني.

### يونيو
- 7 يونيو – جوناثان ايمانويل رودريغيز لاعب كرة قدم أرجنتيني.
- 27 يونيو – نيكولاس أغيري لاعب كرة قدم أرجنتيني.
- 30 يونيو – فاكوندو بيرتوغليو لاعب كرة قدم أرجنتيني.

### يوليو
- 1 يوليو – بيير باريوس لاعب كرة قدم أرجنتيني.
- 4 يوليو – ماتياس غونزاليس لاعب كرة قدم أرجنتيني.
- 4 يوليو – نيكولاس فيليز لاعب كرة قدم أرجنتيني.
- 13 يوليو – إدواردو سالفيو لاعب كرة قدم أرجنتيني.
- 20 يوليو – إغناثيو فاريلا لاعب كرة قدم أرجنتيني.
- 22 يوليو – خوان فرنانديز لاعب كرة سلة أرجنتيني.
- 29 يوليو – أكسل خواريز لاعب كرة قدم أرجنتيني.

### أغسطس
- 4 أغسطس – غوستافو فرنانديز لاعب كرة قدم أرجنتيني.
- 23 أغسطس – ألن أغويري لاعب كرة قدم أرجنتيني.
- 26 أغسطس – سباستيان مويانو لاعب كرة قدم أرجنتيني.
- 26 أغسطس – ماتيو موساشيو لاعب كرة قدم أرجنتيني.

### سبتمبر
- 5 سبتمبر – فرانكو زوكوليني لاعب كرة قدم أرجنتيني.
- 9 سبتمبر – إزكويل إيتوريوز
- 13 سبتمبر – إيفان بيلا لاعب كرة قدم أرجنتيني.
- 14 سبتمبر – روبرتو أكونيا
- 23 سبتمبر – أغوستين سييرا ممثل أرجنتيني.

### أكتوبر
- 5 أكتوبر – فريدريكو ديل بونيس لاعب كرة مضرب أرجنتيني.
- 8 أكتوبر – إزيكييل مونيوث لاعب كرة قدم أرجنتيني.
- 16 أكتوبر – داردو ميلوك لاعب كرة قدم أرجنتيني.
- 23 أكتوبر – خوليان فيلازكيز لاعب كرة قدم أرجنتيني.
- 26 أكتوبر – إزيكييل رودريغيز لاعب كرة قدم أرجنتيني.
- 31 أكتوبر – إيميليانو سالا لاعب كرة قدم أرجنتيني.

### نوفمبر
- 1 نوفمبر – كارلوس ألبرتو ميغيل رودريغيز
- 6 نوفمبر – فيدريكو فرير لاعب كرة قدم أرجنتيني.
- 29 نوفمبر – ماريانو باربييري لاعب كرة قدم أرجنتيني.

## وفيات

### يناير
- 22 يناير – خوسيه سالومون (مواليد 1916) لاعب كرة قدم أرجنتيني.

### أبريل
- 1 أبريل – كارلوس بيوسيلي (مواليد 1908) لاعب كرة قدم أرجنتيني.

### مايو
- 3 مايو – كارلوس سيروتي (مواليد 1969) لاعب كرة سلة أرجنتيني.

### يونيو
- 11 يونيو – فيسنتي أغيري (مواليد 1901) لاعب كرة قدم أرجنتيني.

### أكتوبر
- 10 أكتوبر – كارلوس طومسون (مواليد 1923)
- 16 أكتوبر – نورة كولين (مواليد 1905) ممثلة أرجنتينية.

### نوفمبر
- 11 نوفمبر – أتيليو ديماريا (مواليد 1909)

### ديسمبر
- 24 ديسمبر – رودولفو أورلانديني (مواليد 1905) لاعب كرة قدم أرجنتيني.